# Друга техничка школа Крагујевац
Друга техничка школа је једна од средњих школа у Крагујевцу. Налази се у улици Косовска 8.

## Историјат
Друга техничка школа је основана 1953. године у Крагујевцу под називом Мајсторска школа, уз сагласност Савета за просвету тадашњег министарства. Током своје историје је пролазила кроз бројне реформе и више пута је мењала назив, а 1996. је добила данашње име. Мисија школе је да образује и усавршава ученике за потребе привреде у области Културе, уметности и јавног информисања и Шумарства и обраде дрвета кроз редовно школовање. Садрже савремене кабинете са савременим наставним средствима и радионице са потребном опремом и машинама. Поред редовне наставе пружају услуге ванредног школовања, преквалификације и доквалификације. Садрже образовне профиле Столар, Техничар за обликовање намештаја и ентеријера и Техничар дизајна ентеријера и индустријских производа.